# 女凱龍星環

藝術家描繪的女凱龍星與它的環。

女凱龍星環（Rings of Chariklo）是圍繞直徑約250公里的半人馬小行星女凱龍星（小行星10199）的環系統，包含兩道狹窄但密集的環，寬度分別為6到7公里和2到4公里，相距9公里。女凱龍星環距離女凱龍星幾何中心400公里，約月球和地球距離的千分之一。它們是被歐洲南方天文台設於巴西、阿根廷和智利的天文台群在2013年6月3日的一次恆星掩星事件中發現，並於2014年3月26日公布。使女凱龍星成為唯一已知有環的小行星，並且是太陽系第五個被發現的環系統和太陽系目前擁有環的天體中體積最小者。
女凱龍星環的發現是一項出乎科學家意料的發現，因為一般認為只有在質量更大許多的天體才會有穩定的環系統。在這之前無論是以直接攝影或掩星都沒有發現小行星的環系統。目前仍不知道女凱龍星能維持環系統長期存在的原因，但小型牧羊犬衛星的存在可以限制環系統的範圍。發現的小組暱稱這兩道環是「Oiapoque」和「Chuí」，分別是巴西北部和南部靠著海邊的河流，稍後會向IAU提交正式的名稱。

## 發現
女凱龍星是土星和天王星之間已確認的半人马小行星中體積最大的。在發現星環前天文學家即預測在南美洲將可在2013年6月3日觀測它從天蠍座內亮度 R=12.4 的恆星 UCAC4 248-108672 前方通過的掩星現象。
在位於阿根廷、巴西、智利和烏拉圭共13座望遠鏡的協力觀測之下，在位於里約熱內盧巴西國家天文台任職的博士後研究員費利佩·布拉加·里巴斯（Felipe Braga Ribas）為首的共66位來自12國34個研究機構的天文學家因此得以觀測該次掩星。並且在恆星消失在女凱龍星後方時觀測到了星環存在的現象。在拉西拉天文台的口徑1.54公尺丹麥望遠鏡因為使用了拍攝速度遠高於其他望遠鏡（頻率10 Hz）的幸運成像技術，成為該次掩星觀測中唯一能解析出個別星環影像的望遠鏡。
在該次掩星事件中，女凱龍星的亮度變化從14.7等（恆星與女凱龍星）到18.5等（只有女凱龍星），並且持續時間最長19.2秒。這3.8等的差異代表最亮時是最暗時亮度的32.5倍。主要的掩星事件伴隨了4個在亮度光變曲線上可見的小幅度亮度下降，並且在女凱龍星遮蔽恆星前7秒和後7秒時各發生2次。這些次要的掩星事件代表有物體部分遮蔽了恆星 UCAC4 248-108672 的光線。這些次要掩星事件發生時間間隔對稱，並且在多個天文台被多次觀測，因此除了可以得知該物體的形狀與體積以外，還能得知它的厚度、方向與環平面位置。根據數個次要掩星的觀測，天文學家相對地一致認定是星環，排除了類似彗星的物體噴發等其他解釋。

## 起源
女凱龍星環的形成仍未知，但可能是來自女凱龍星受到撞擊、或原先存在的多顆衛星之間撞擊、或原先存在的逆形軌道衛星被女凱龍星潮汐力粉碎等原因產生的岩屑盤碎片，或是彗星活動或自轉受干擾而噴發到女凱龍星表面的物質組成。如果環是因為天體和女凱龍星的撞擊而形成，撞擊體必須是以低速和女凱龍星相撞，否則撞擊產生的物體將會被噴到女凱龍星的希爾球範圍之外。
在外太陽系的天體撞擊速度通常是約1 km/s（相較之下，女凱龍星表面的逃逸速度約為0.1 km/s），甚至比柯伊伯带內動力活躍前的撞擊速度低。這項事實支持女凱龍星的環可能形成於女凱龍星在柯伊伯带時，而女凱龍星距今1000萬年內才從柯伊伯带遷移到目前的軌道。在小行星帶內的天體撞擊速度更高（約5 km/s），也許可以解釋小行星帶內天體至今尚未發現有星環存在的原因。星環內物質之間的碰撞可能會使星環寬度大幅增加，並且坡印亭-羅伯遜效應會導致環內物質在數百年內將落入所環繞的中央天體，要維持星環的穩定存在必須要有一個環內物質的活躍來源，或者是被小天體（公里尺度）或尚未被發現的牧羊犬衛星約束著。因為女凱龍星環和女凱龍星本體的徑向分離程度極小，至今仍難以在地球上直接觀測到牧羊犬衛星。

## 特性
環的方向被認為在2008年是以側面朝向著地球。這可能解釋了在1997至2008年之間的光度下降1.75倍的原因，以及在這段期間從環表面光譜中逐漸消失的水冰和其他物質。2008到2013年這個環系統的亮度增為先前的1.5倍，並且紅外線波段中的水的譜線重新出現。這暗示環中至少有一些部份物質是由水冰組成。一個由水冰組成的環密度也和女凱龍星的洛希極限內被分裂物體的預期密度一致。
| 女凱龍星環  |          |                   |                            |        |                     |                     |                   |
| 臨時的 名稱 | 暱稱     | 軌道半徑 （公里） | 寬度 （公里）              | 光深度 | 表面密度 （gm/cm2） | 環之間縫寬 （公里） | 徑向分離 （公里） |
| 2013C1R     | Oiapoque | 390.6±3.3         | 6.16±0.11至7.17±0.14       | 0.4    | 30–100              | 8.7±0.4             | 14.2±0.2          |
| 2013C2R     | Chuí     | 404.8±3.3         | 3.4+1.3 −2.0至3.6+1.1 −1.4 | 0.06   | ?                   | 8.7±0.4             | 14.2±0.2          |

### 2013C1R（Oiapoque）
C1R的等效深度（基於環的可視幾何建立的與環內物質含量相關的參數）在觀測期間有21%的變化。在天王星環掩星的觀測中，同樣是狹窄的環，也有相似的不對稱；這可能是因為共振造成星環的寬度和光深度變化。C1R的柱密度推測是30到100 g/cm2，代表相當於一個直徑2公里，以水冰組成的物體。

### 2013C2R（Chuí）
C2R的寬度是較亮環的一半，並且在其外側，軌道半徑404.8公里。它的光深度為0.06，因此較另一個環模糊。它的質量大約是 C1R 的十二分之一，約相等於一個直徑約1公里的水冰組成物體。

## 發現過程中使用的望遠鏡
觀測到女凱龍星掩星的望遠鏡包含了拉西拉天文台的丹麥望遠鏡和TRAPPIST望遠鏡、托洛洛山美洲际天文台的PROMPT望遠鏡、帕穹山上巴西的南方天文物理研究望遠鏡（SOAR）、里翁西多綜合天文台的口徑0.45米南半球天文攝影望遠鏡（ASH Telescope）、巴西蓬塔格羅薩州立大學天文台、位於伊瓜苏的 Polo Astronomical Pole Casimiro Montenegro Filho、智利天主教大学天文台和數個阿根廷国立科尔多瓦大学設於博斯克阿萊格里天文台（Estacion Astrofisica de Bosque Alegre）的望遠鏡。未能觀測到星環存在的天文台則有阿根廷聖羅莎的 El Catalejo 天文台、智利聖佩德羅德阿塔卡馬的口徑20英吋平面波望遠鏡（探照燈觀測網的一部分）和烏拉圭洛斯莫利诺斯天文台的儀器 OALM。其他參與單位則有位於巴西里約熱內盧的巴西國家天文台、里约热内卢联邦大学的瓦隆古天文台、巴拉那州西部巴拉那州立大學天文台、米纳斯吉拉斯Pico dos Dias天文台、聖保羅州瓜拉廷格塔圣保罗州立大学 。

## 外部連結
- Universidad Católica Observatory（页面存档备份，存于）
- YouTube上的ESOcast 64: First Ring System Around Asteroid